# Charles Jegge
Charles Jegge, né en 1914 à Langhirano et mort le 31 octobre 1995 à l'Abbaye Notre-Dame de Tamié, est un moine trappiste suisse qui prononce ses vœux en 1938.

## Biographie
Il est le fils de Joseph Jegge, un marchand d'alcool de Genève et d'Élisa originaire de Langhirano où il est né dans le hameau de Cozzano. Il a deux sœurs aînées, Marie et Hélène, et pendant les années d'études? il se consacre avec beaucoup d'enthousiasme à l'athlétisme.
Un voyage paroissial à l'abbaye de Tamié en Savoie a suscité en lui le désir de tout quitter pour ce type de vie. En 1932, à l'âge de 18 ans, alors qu'un travail et des études universitaires l'attendaient à Zurich, il écrit une lettre à sa famille demandant d'être pardonné, mais la grandeur de la proposition du Christ ne pouvait rivaliser avec les propositions humaines qu'il avait reçues. Le 30 octobre 1932, il est officiellement accepté comme novice au monastère de Tamié. Il a eu une période difficile de noviciat trappiste (Ordre cistercien de la Stricte Observance), typique de l'époque et basée sur l'étude, le travail, les pénitences, la nourriture frugale, le repos limité et le silence jusqu'à la déclaration de vœux solennels le 18 juin 1938 de l 'Ordre cistercien, et lors de l'ordination sacerdotale du 19 mars 1941 dans l'abbaye Notre-Dame de Tamié.
Il avait de graves problèmes de santé, avec des complications au dos qui l'ont bloqué pendant près de dix ans, et pendant cette période, il a rencontré la collaboratrice du Dr Roger Vittoz, Sr Jean La Bonnardière (dont le frère était moine à l'Abbaye de Tamié) qui lui fit pratiquer la méthode du Dr Vittoz que l'on peut lire dans son livre Traitement des psychonévroses par la rééducation du contrôle cérébrale aux éditions Téqui en 2023. Cette méthode a définitivement résolu le problème du Père Jegge. Depuis lors, il a travaillé à la diffusion de cette méthode dont il a écrit deux livres en français et en italien.
À l'abbaye, il était responsable de la direction spirituelle de la maison d'hôtes de 1957 à 1972, et en 1973, il avait la permission de l'abbé de déménager dans un ermitage dans le hameau de Prietto à Couasse (Lu Priët en langue francoprovençale) à 942 mètres d'altitude à Val Sangone, où il a vécu pendant vingt ans.
Âgé de quatre-vingts ans, le 8 septembre 1995, il est retourné à l'abbaye Notre-Dame de Tamié. Dans sa réflexion sur la vieillesse, il a déclaré : « Les personnes âgées sont celles qui récoltent avec joie ce qu'elles ont semé avec des larmes, ou cherchent avec des larmes ce qu'elles n'ont pas semé. ».
Il est décédé quelques semaines après son retour à Tamié le 31 octobre 1995.
Le 2 novembre, ses funérailles ont été célébrées et cent vingt amis italiens sont arrivés à Tamiè pour les derniers adieux. Le cardinal de Turin Giovanni Saldarini a envoyé son message de bienvenue : « notre diocèse doit beaucoup au père Charles, à son témoignage caché et actuel de foi et d'abandon entre les mains de Dieu ».
Il est enterré dans le petit cimetière de l'abbaye de Tamiè.

## Notoriété
Après sa mort, l'auteur turinois Guido Pagliarino, un ami du père Charles, lui a dédié les vers intitulés : Père Charles, l'ami.

## Publications
- 2023 : Présentation des exercices du Docteur Vittoz, éditions Tèqui - Paris
- 2012 : Exercices de la méthode Vittoz. Un chemin de l'être pour trouver l'équilibre, la confiance, la conscience, l'amour, édition La Parola.

## Galerie

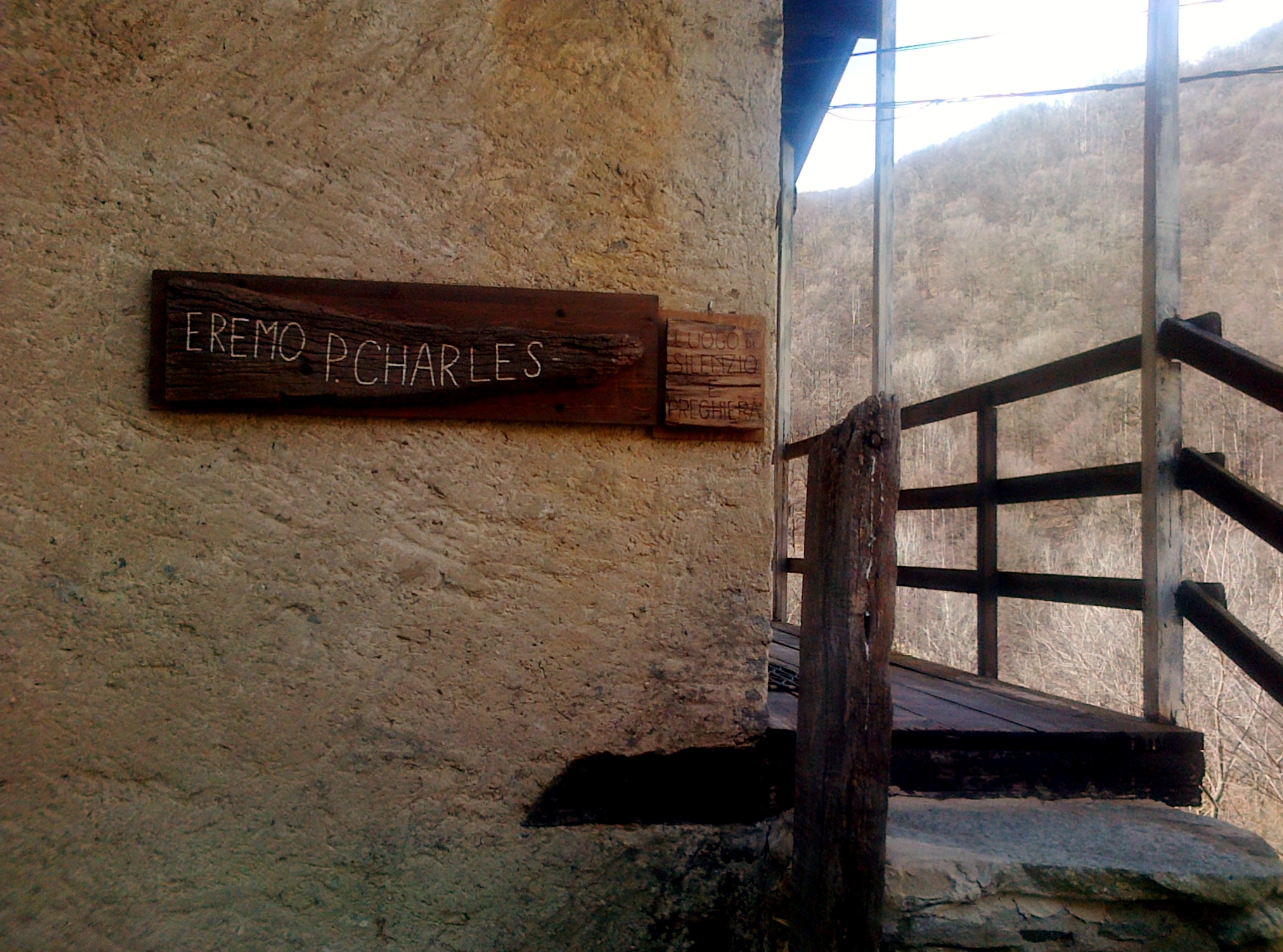
Ermitage du Père Charles Jegge au Prietto di Coazze
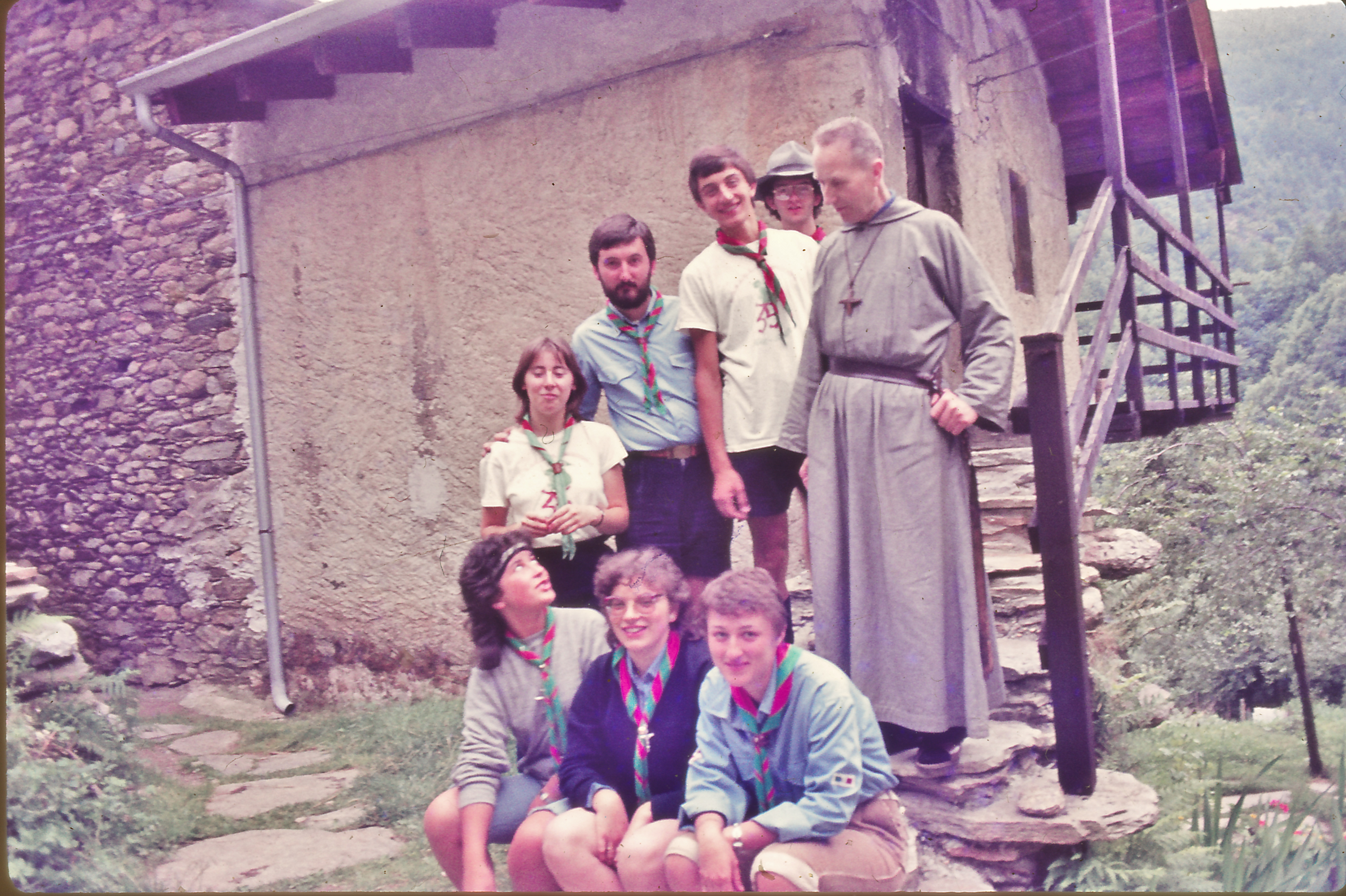
2 août 1982 : père Charles Jegge avec quelques scouts de Saint-Ambroise de Turin à son ermitage dans le hameau Prietto di Coazze
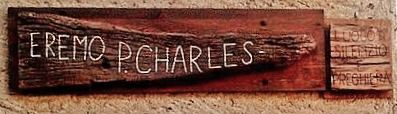
Ermitage du père Charles Jegge à Prietto di Coazze, où il a vécu entre 1973 et 1995 : Lieu de silence et de prière
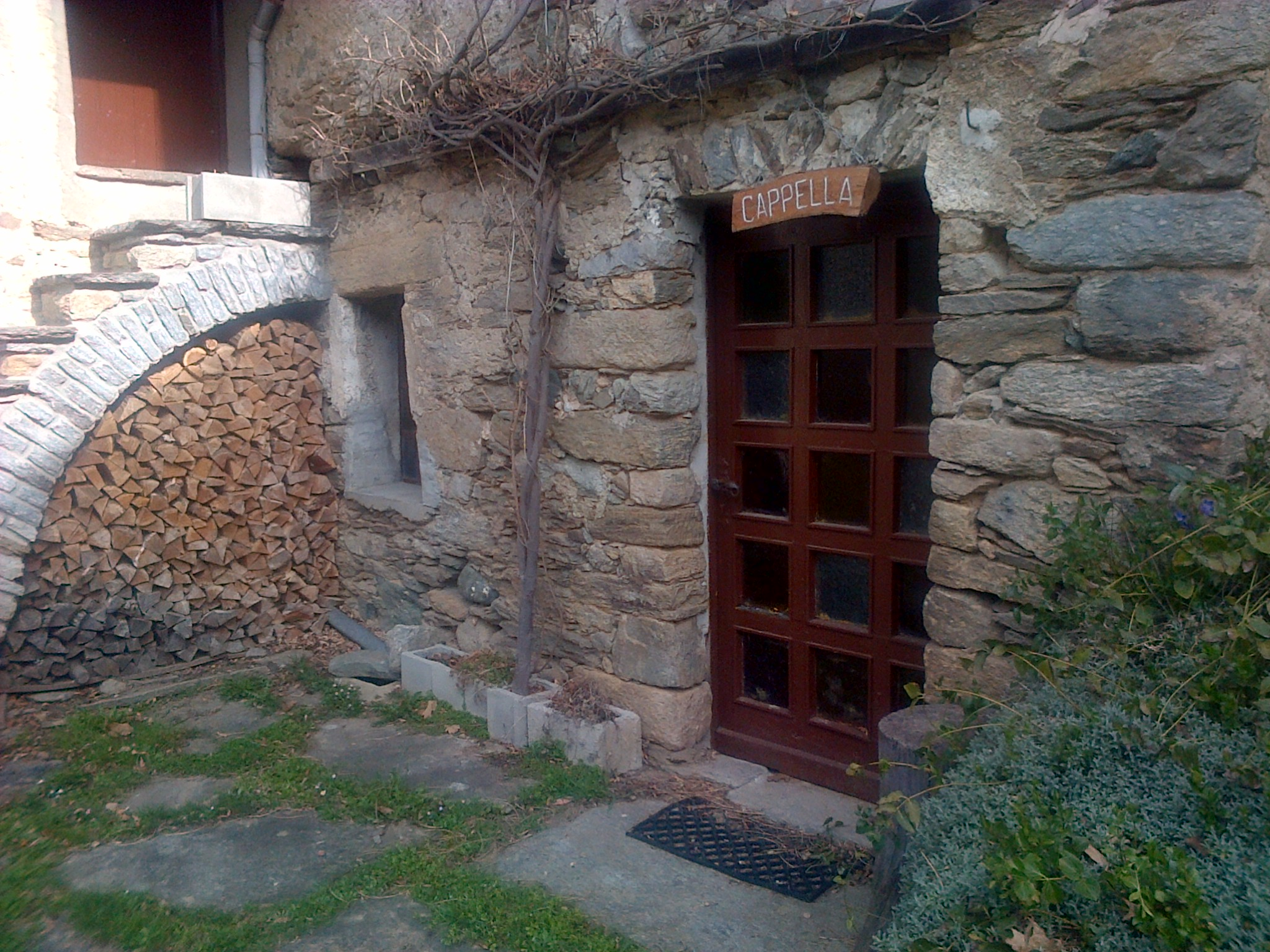
Chapelle du Père Charles Jegge à l'ermitage de Prietto di Coazze, image de mars 2014